# Львівська загальноосвітня школа I—III ступенів № 50 імені Антона Макаренка
Львівська загальноосвітня школа I—III ступенів № 50 — середня загальноосвітня школа I—III ступенів у Франківському районі міста Львова з українською мовою викладання та з природничо-математичним профілем. Розташована на вул. Комаринця, 2.

## Історія
Триповерхова будівля школи зведена ще у 1928 році. Тут до 1950-х років містився один з корпусів інтернату. 2 вересня 1952 року у цій будівлі, що на тодішній вулиці Мініна (нинішня вулиця Комаринця), відкрилася середня школа № 50 з російською мовою викладання. Її сусідство з Львівським політичним училищем та неподалік розташованим Львівським обласним управлінням КДБ СРСР багато в чому визначило контингент учнів, а сама школа вважалася першою російськомовною школою на заході України. Поряд зі школою розташований Парк культури та відпочинку імені Богдана Хмельницького. Рішенням виконкому ЛМР № 1051 від 4 вересня 1957 року школі присвоєне ім'я радянського педагога, одного із засновників системи колективного дитячо-підліткового виховання А. С. Макаренка.
1964 року було відкрито другий корпус, в якому розмістилася початкова школа. 1972 року у школі впроваджено кабінетну систему навчання, вперше у Львові, а 1975 року два кабінети школи отримали друге місце на виставці досягнень народного господарства у Москві. У 1975-1996 роках школа працювала з фізико-математичним нахилом.
У 1990-х роках була українізована: спершу стала змішаною російсько-українською, потім — українською. 1995 року у школі впроваджено ідеї музейної педагогіки під керівництвом Ірини Ласкій. Школа є експериментальним майданчиком АПН України з впровадження мистецьких дисциплін та музейної педагогіки. Від 2001 року — школа працює з природничо-математичним профілем.

## Директори
- 1952-1970 роки — Одінцов Іван Михайлович;
- 1970-1985 роки — Павлікова Галина Никанорівна;
- Бєлов Юрій Вадимович;
- Сенюк Остап Володимирович;
- Білан Мар'яна Іванівна[6].

## Досягнення учнів
Одним з перших випускників був майбутній чемпіон світу, двічі бронзовий призер Олімпійських ігор зі стрибків у довжину Ігор Тер-Ованесян, який під час навчання займався в ДЮСШ № 2, що розташовувалася при школі.
1968 року легкоатлетична команда школи перемагає у всесоюзних легкоатлетичних шкільних змаганнях та посідає друге командне місце на європейському шкільному чемпіонаті з легкої атлетики у Будапешті (Угорщина).
1989 року Михайло Капустін посів друге абсолютне місце у світі в олімпіаді з математики у США. 
У 2005 та 2008 роках команда школи ставала переможцем Всеукраїнського турніру юних хіміків (у Києві та Євпаторії відповідно).
2009 року учень 11-го класу Нещадін Андрій виборов бронзову медаль на Міжнародній олімпіаді з хімії, що проходила у місті Кембридж (Велика Британія).
2021 року у фіналі III Всеукраїнського фізкультурно-оздоровчого заходу серед учнів «Cool Games» команда школярів 1-го вікового дивізіону Львівської загальноосвітньої школи I-III ступенів № 50 імені Антона Макаренка вперше в історії змагань виборола командне золото, обійшовши представників міста Києва та усіх 24 областей.

## Цікаві факти
- Біля школи існує бомбосховище, яке збудоване 1950 року та пов'язане підземними ходами з бомбосховищами на вулицях Похилій та Героїв Майдану.
- На місці школи у XVII-XIX століттях існували військові бастіони. Згідно зі схемами, вони були з'єднані підземними ходами з Цитаделлю. Стверджують, що ходи були використані під час другої світової війни та існують донині.
- Стверджують, що на місці молодшої школи був німецький бункер.